# Kościół św. Jana Chrzciciela i św. Jana Ewangelisty w Chełmnie
Kościół świętego Jana Chrzciciela i świętego Jana Ewangelisty w Chełmnie – kościół będący częścią zespołu klasztornego Sióstr Miłosierdzia w Chełmnie. Znajduje się przy ulicy Dominikańskiej.
Jest to świątynia wzniesiona etapami między około 1280 a 1330 rokiem. W końcu XIII wieku powstały mury obwodowe. Około 1310-1320 roku kościół dolny otrzymał sklepienie, natomiast około 1330 roku kościół górny został przesklepiony a także zostały wzniesione gotyckie półszczyty zachodnie przy wieży. Budowla powstała z cegły, składa się z jednej nawy, posiada 4 przęsła i charakteryzuje się pięciokątnym zamkniętym prezbiterium. Budowlę otaczają przypory, od strony zachodniej znajduje się wysoki szczyt, zakończony wieżyczką z początku XVII stulecia. Korpus ma dwie kondygnacje, powstałe poprzez wzniesienie dużej murowanej empory zakonnej. Wnętrze nakrywa sklepienie gwiaździste, niska część pod emporą nakryta jest sklepieniem krzyżowym, podpartym 2 filarami. W 1595 roku do prezbiterium została dostawiona od strony północnej kaplica grobowa mniszek, natomiast od strony południowej kaplica św. Michała.